# Gibbsia carstenszensis
Gibbsia carstenszensis är en nässelväxtart som beskrevs av Alfred Barton Rendle. Gibbsia carstenszensis ingår i släktet Gibbsia och familjen nässelväxter. Inga underarter finns listade i Catalogue of Life.